# Студенческие объединения в Северной Америке
Студенческие мужские и женские организации (англ. fraternities and sororities — буквально «братства и сестринства», от латинских слов frater — «брат» и soror — «сестра») — общественные организации студентов высших учебных заведений. В английском языке этот термин соответствует, главным образом, общественным организациям в колледжах и университетах Северной Америки. В Европе им соответствуют студенческие корпорации.
Подобные организации существуют и для учеников средних школ. В современной формулировке выражение, переводящееся с английского примерно как организация, названная греческими буквами, практически эквивалентно терминам «братство» и «сестринство».

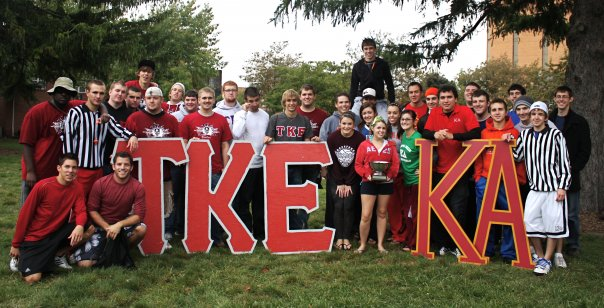
Братства Тау Каппа Эпсилон и Орден Каппа Альфа в Университете штата в Боулинг-Грине (Огайо)

В большинстве своём «организации, названные греческими буквами» разделяются на мужские и женские, членство в этих организациях подразумевает активную деятельность только в период последних лет обучения в высшем учебном заведении, хотя существуют и исключения из данного правила. Например, активная деятельность членов по академическим и общественным направлениям в объединениях темнокожих студентов и латиноамериканцев продолжается и после получения степени бакалавра и окончания высшего учебного заведения. Некоторые группы также проводят так называемые «собрания», в первую очередь в целях материальной помощи студентам на пропитание и проживание.

## Терминология
В наши дни термин «организация греческих букв» стал синонимом так называемым североамериканским «братствам» и «сестринствам». Термин «fraternity» (братство) в разговорной речи сокращается до «frat» (использование данного термина в некоторых контекстах может носить уничижительный оттенок), который чаще относится только к мужской группе, тогда как термин «сестринство» — соответственно, к женской. Однако, некоторые женские группы называют себя «братствами», такими, например, являются сообщества ΑΔΠ (Альфа Дельта Пи / Alpha Delta Pi), ΦΜ (Фи Мю / Phi Mu), ΑΟΠ (Альфа Омикрон Пи / Alpha Omicron Pi), ΑΞΔ (Альфа Кси Дельта / Alpha Xi Delta), ΔΔΔ (Дельта Дельта Дельта / Delta Delta Delta), ΔΖΚ (Дельта Дзета Каппа / Delta Zeta Kappa), ΑΘΖ (Альфа Тета Дзета / Alpha Theta Zeta), ΤΑΑ (Тау Альфа Альфа / Tau Alpha Alpha), ΠΔΓ (Пи Дельта Гамма / Pi Delta Gamma), ΠΒΦ (Пи Бета Фи / Pi Beta Phi), ΣΑΙ (Сигма Альфа Йота / Sigma Alpha Iota), и ΚΚΓ (Каппа Каппа Гамма / Kappa Kappa Gamma). В дополнение к этому некоторые группы, называющие себя «братствами», могут быть смешанными, например ΚΚΨ Kappa Kappa Psi. То же самое достоверно известно и о группах, называющих себя «сестринствами» — ΓΦΒ (Гамма Фи Бета / Gamma Phi Beta), ΜΦΕ (Мю Фи Эпсилон / Mu Phi Epsilon), ΧΩ (Хи Омега / Chi Omega) и ΤΒΣ (Тау Бета Сигма / Tau Beta Sigma).
Соответствуя двусмысленной природе терминов «братства» и «сестринства», с уважением к полу и сексуальной принадлежности в использовании слова «братство» для вышеупомянутых организаций, стало банальностью использовать его как синоним «организациям греческих букв», поскольку подавляющее большинство «братств» и «сестринств» обозначают себя греческими буквами. Вот недавний пример такого использования терминов: исторически сложившаяся «организация греческих букв для чернокожих (BGLOS)» и «организация греческих букв для латиноамериканцев (LGOS)». Однако, большинство из тех организаций, которые не обозначают себя греческими буквами, устроены проще и имеют характеристики, схожие в том числе и с «организациями греческих букв».
Термин «социальное братство» используется для разграничения четверокурсников и выпускников, часто групп по месту жительства и других организаций, многие из которых имеют греческие названия: почётные общества, академические кружки, действующие «братства» и «сестринства».
Названия североамериканских «братств» и «сестринств» состоят в основном из двух-трёх заглавных букв греческого алфавита. По этой причине «братства» и «сестринства» относятся к термину «организация греческих букв» и описываются не существительными, а прилагательными. Например, «греческое общество», «греческая система», «греческая жизнь» или обозначение членов организации — «греки». Индивидуальные «братства» и «сестринства» часто называются «греческим домом», или просто «домом». Можно сказать, что данные термины используются неверно, поскольку фраза со словом «дом» может быть отнесена к физической собственности общины, и не все «братства» и «сестринства» имеют свои общие собрания.
Использование греческих букв началось с ΦΒΚ (Фи Бета Каппа / Общество Phi Beta Kappa) (в то время — общественное братство, а сегодня — почётное общество) в Колледже Вильгельма и Марии. Существуют и другие варианты названий — некоторые студенческие группы не используют греческие буквы. В качестве примеров можно привести братства Акации, FarmHouse и Треугольника, а также целевые клубы, трапезные клубы, тайные общества в Лиге Плюща (Череп и кости в Йельском университете и другие).

## История возникновения сообществ

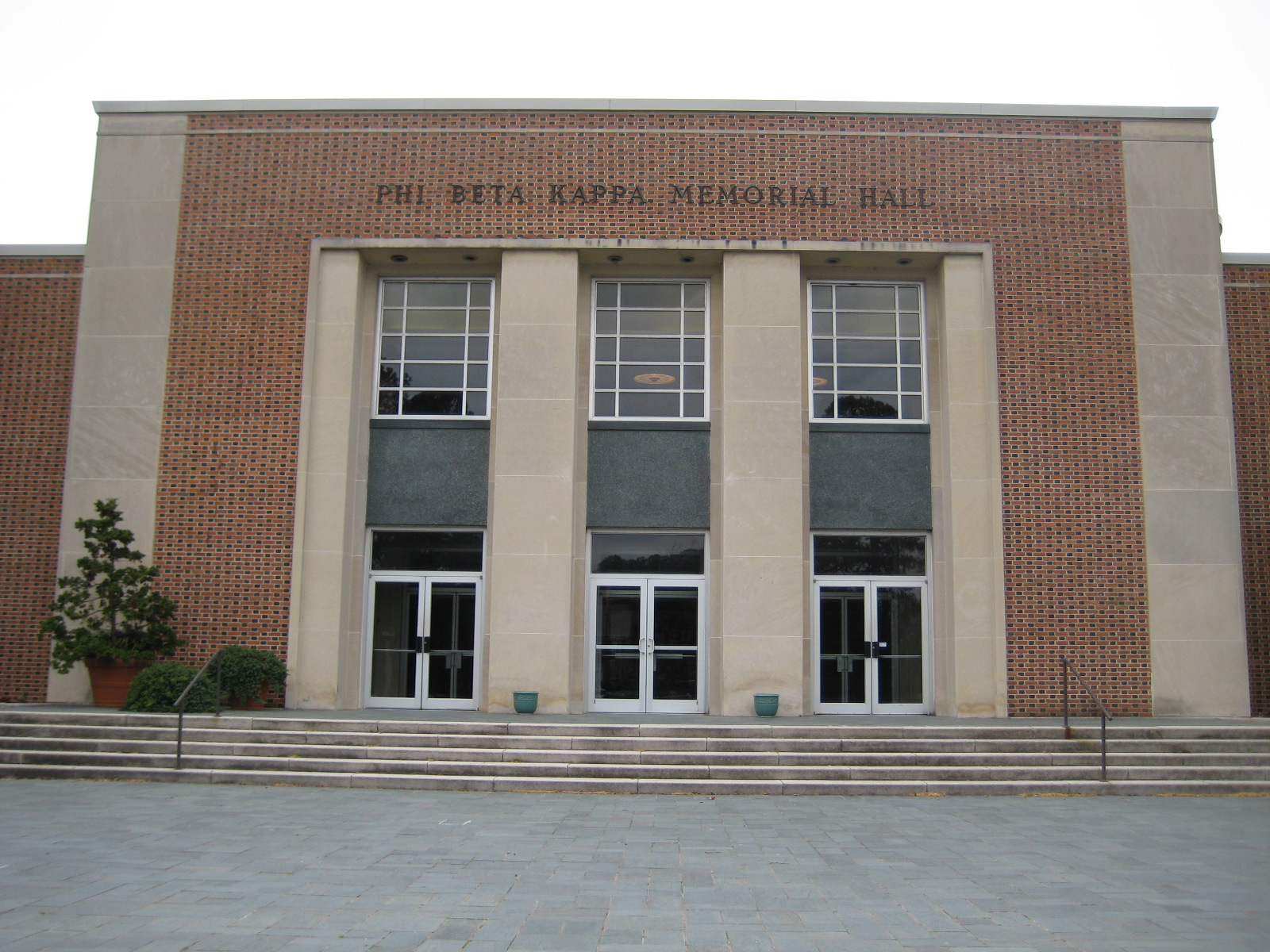
Здание Общество Phi Beta Kappa в колледже Уильяма и Мэри

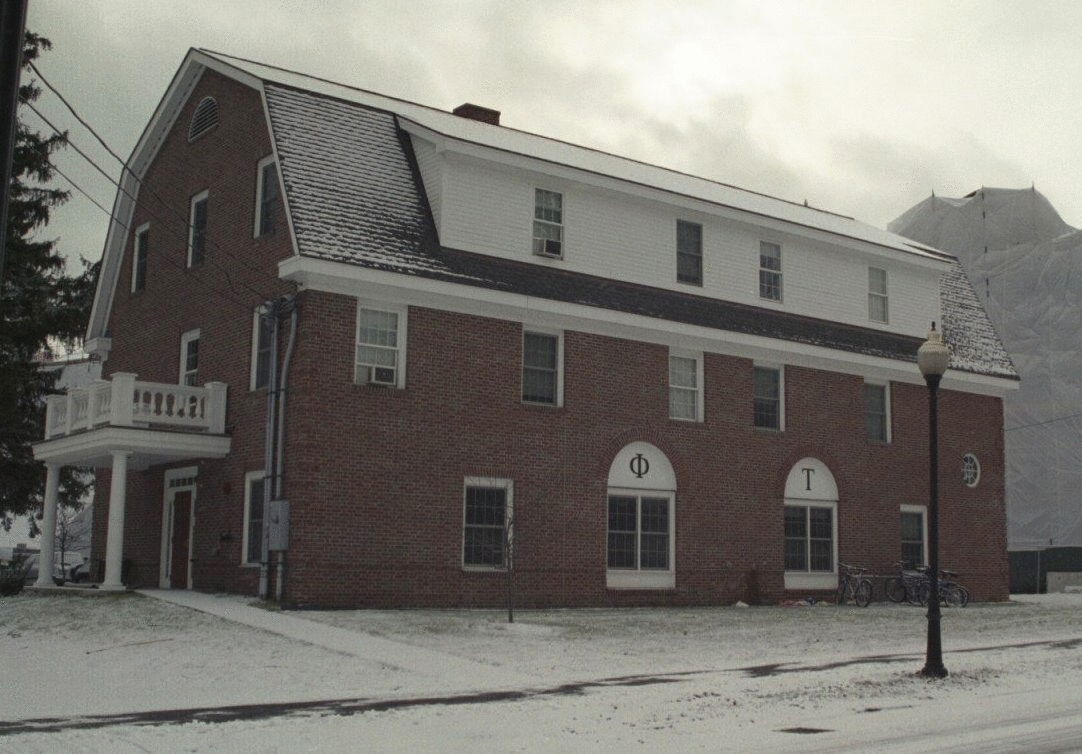
Дом «братства» Phi Tau

### Начало
Первая студенческая «организация греческих букв» ΦΒΚ (Общество Phi Beta Kappa) была образована 5 декабря 1776 года в Колледже Вильгельма и Марии в Уильямсберге, штат Виргиния. Общество было создано Джоном Хиффом, который потерпел неудачу при попытках вступления в члены двух «братств латинских букв» (клуб «Плоских шляп» и группу «Пожалуйста, не спрашивай»). Главные достижения ΦΒΚ состоят в использовании греческих заглавных букв в названии общества и возникновении филиалов собрания в разных студенческих кампусах по образцу, установленному масонскими ложами.
Тем не менее, ΦΒΚ отличалась от типичного современного «братства» в колледжах тем, что членство предусматривалось только для старшеклассников, и ученики-неофиты, поступающие в высшие учебные заведения, также продолжали своё членство в сообществе.[уточнить] Ежегодные ритуалы ΦΒΚ в Йельском университете были публичными действами со многими участниками-студентами, включая и выпускников университета. С распространением влияния ΦΒΚ на факультетах университета, сообщество начало выбирать кандидатов в сообщество из нескольких университетских кампусов и членство в организации быстро стало делом чести для многих студентов.
Возрастающее влияние общества неизбежно породило конфликты с руководством университета, поскольку идеи общества по своей сути считались недемократичными для того времени. В приложении одной из книг, опубликованной в 1831 году, присутствует любопытный момент, описывающий секреты ΦΒΚ, включавшие в себя ряд антимасонских концепций. Позднее ΦΒΚ сократилась в размерах до статуса "общественного братства" и в настоящее время организация представляет собой почётное сообщество, известное и уважаемое во всей студенческой среде в США и  в ряде других стран.
В начале XVIII века действовала ещё одна студенческая организация, так называемый Колледж литературных обществ или «Латинское общество». Малые филиалы организации при этом были созданы наподобие приватных компаний, а более крупные уже управлялись всем кампусом университетского городка. Эти организации использовали и латинские и греческие буквы и фразы, проводили общие собрания, выбирали собственное руководство, управляли частными библиотеками и в конечном итоге стали своего рода образцом для более поздних университетских братств.
Студенческое объединение ΧΦ (Chi Phi) было основано 24 декабря 1824 года в Принстонском университете (Нью-Джерси) на трёх главных принципах сообщества: правда, честь и целостность личности. Спустя некоторое время деятельность данного сообщества прекратилась на несколько лет и в это же время (26 ноября 1825 года) в Юнион-колледже Скенектади (Нью-Йорк) было основано ещё одно общество ΚΑ (Kappa Alpha). Данное сообщество по своей организации имело ряд элементов современного братства, а в то время считалось идеальным образцом для создания и развития других студенческих сообществ.
Основатели ΚΑ переняли очень многое из практики сообщества ΦΒΚ, но сделали свою организацию исключительно студенческой и ужесточили процедуру посвящения новичков. Равняясь на ΚΑ, в университетском городке были созданы ещё два конкурирующих братства: ΣΦ (Sigma Phi), сформированное в марте 1827 года, и ΔΦ (Delta Phi), возникшее немного позднее. Эти три организации некоторое время спустя были названы Союзом Триады.

### Национальный масштаб
Sigma Phi стала первым национальным «братством», открыв в 1831 году второе собрание в Гамильтонском колледже. Данный поступок вдохновил в 1832 году Alpha Delta Phi на создание своего второго общества в Гамильтоне. В августе 1839 года в Университете Майами было основано общество Beta Delta Pi. Alpha Sigma Pi была основана в декабре 1845 года в Йельском университете, за ним в 1848 году там же открылось сообщество Phi Delta Gamma, а в 1855 году — Sigma Chi. Наряду с Beta Theta Pi, эти три братства называют «Майамской Триадой». Примерно в то же время было основано объединение «Джефферсон Дуо» в колледже Джефферсон (Пенсильвания), состоящее из Phi Gamma Delta (1848) и Phi Kappa Psy (1852).
В 1837 году в Уэслианском университете основано сообщество Mystical Seven, а в 1841 году учреждены первые собрания студенческих братств на Юге США. В 1856 году в Алабамском университете создано сообщество Sigma Alpha Epsilon — единственное братство со времён рабовладельческого Юга, действующее и в настоящее время.
Далее создание новых и развитие уже созданных студенческих объединений было приостановлено по причине Гражданской войны в США. Во время войны было основано только одно сообщество — 29 апреля 1864 года в Ренсселерском политехническом институте было создано общество Theta Xi. После завершения Гражданской войны создание новых и развитие прежних объединений студентов претерпело бурный рост, пик которого пришёлся на конец XIX — начало XX века. Основными причинами роста стало открытие большого числа новых учебных заведений и пополнение студенческого сообщества за счёт вернувшихся с войны ветеранов и студентов.

### «Сестринства»

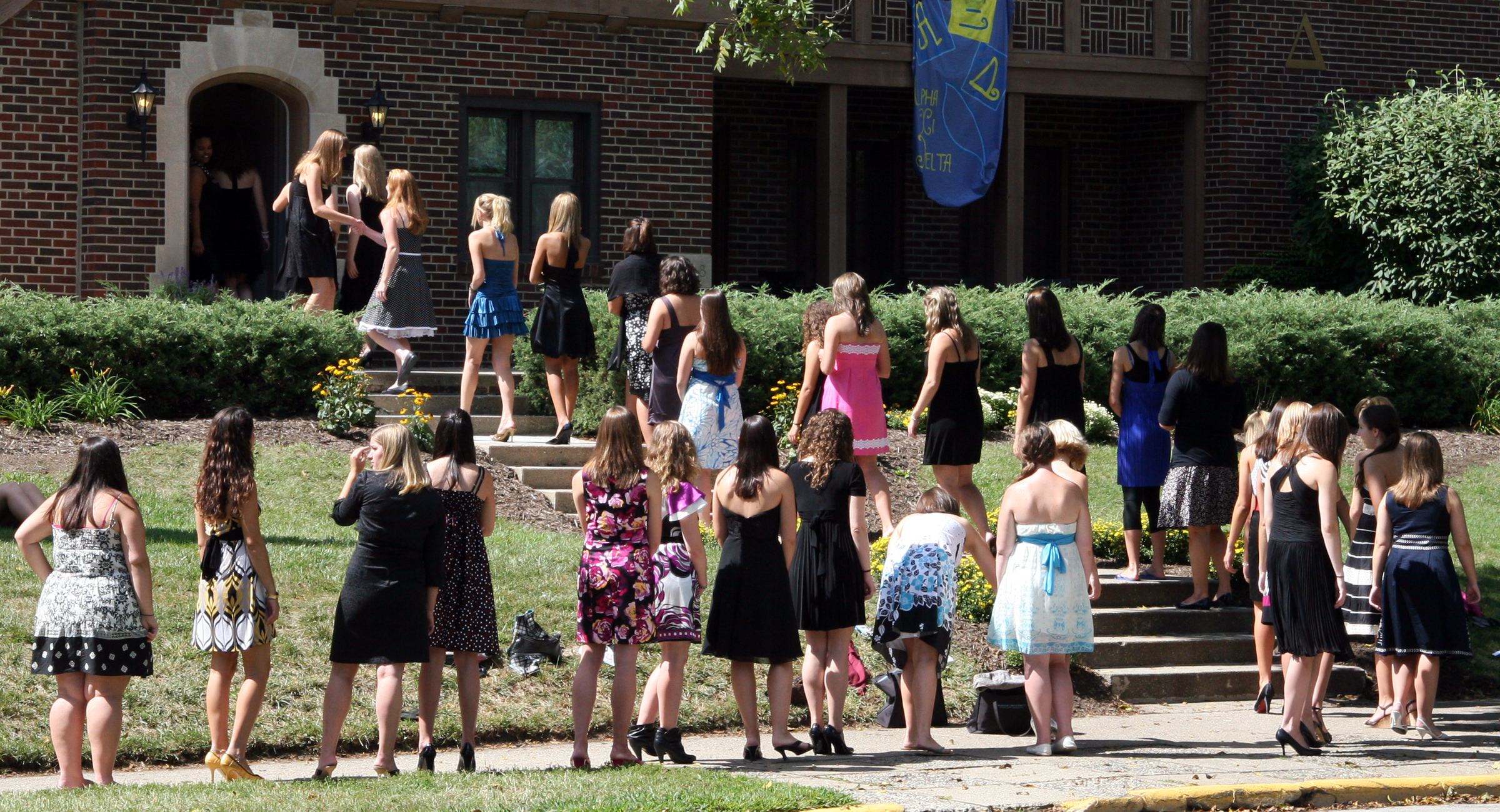
Очередь желающих вступить в Alpha Xi Delta

Многие из первых женских обществ были сформированы не по принципу «братств», а по структуре женской версии общелатинских литературных обществ.
В 1851 году в Уэслианском колледже (Мэйкон, штат Джорджия) было основано Адельфийское общество (ныне Alpha Delta Pi). Год спустя в том же колледже было создано Филомафеанское общество, позднее получившее название Phi Mu. Адельфийское и Филомафеанское общества не назывались тогда греческими буквами и вплоть до 1904 года не распространялись на весь кампус колледжа. Многие аспекты атрибутики Alpha Delta Pi и Phi Mu (такие, как звёздочки на ладони и значках, талисман льва) просто происходят от того, что их основательницы были соседками по комнате.
25 апреля 1867 года в Монмоутском колледже (Иллинойс) было основано «L.C-сестричество», позднее сменившее своё название на греческий вариант Phi Beta Pi. Это «сестринство» было первой женской студенческой организацией, сформированной по модели мужского студенческого «братства». Год спустя общество основывает своё второе собрание в Уэслианском колледже.
В середине 1800-х годов женщин стали зачислять в ранее исключительно мужские университеты и всякого рода притеснения студенток не заставили себя долго ждать.
Есть версия, что первое «сестринство» было создано в попытке нейтрализовать негативно настроенную мужскую оппозицию , однако, ряд исследователей не согласен с этой версией. Первой женской «организацией греческих букв» стала Kappa Alpha Theta, основанная в 1870 году в университете ДеПо (в штате Индиана, США).
Термин «сестринство» впервые был применён в 1874 году профессором Франком Смоли в отношении женской «организации греческих букв» Gamma Phi Beta в Сиракьюсском университете.
В 1872 году в том же университете было учреждено второе «сестринство» Alpha Phi, эти три сообщества составили так называемую «Сиракьюзскую Триаду».
Первым женским студенческим сообществом, официальным образом принявшим к использованию слово «сестринство», стало основанное в ноябре 1974 года в колледже Колби (Уотервиль) общество Sigma Kappa.
Несколько позднее были созданы Alpha Kappa Alpha, Lambda Theta Alpha, Alpha Phi Omega — «сестринства» для афроамериканцев, латиноамериканцев и коренных американцев соответственно.
В 1913 году в колледже Хант (Нью-Йорк) было образовано сообщество Phi Sigma Sigma, ставшее первым несектантским «сестринством», принимавшем в свои ряды любую женщину вне зависимости от её расы, вероисповедания, экономического положения и социального статуса.
В 1917 году в Нью-Йоркской университетской школе юриспруденции пятеро девушек-студенток юридического факультета основали «сестринство» Delta Phi Epsilon. В настоящее время активными действующими членами этой организации могут быть только студенты-выпускники.

## Типы «организаций греческих букв»

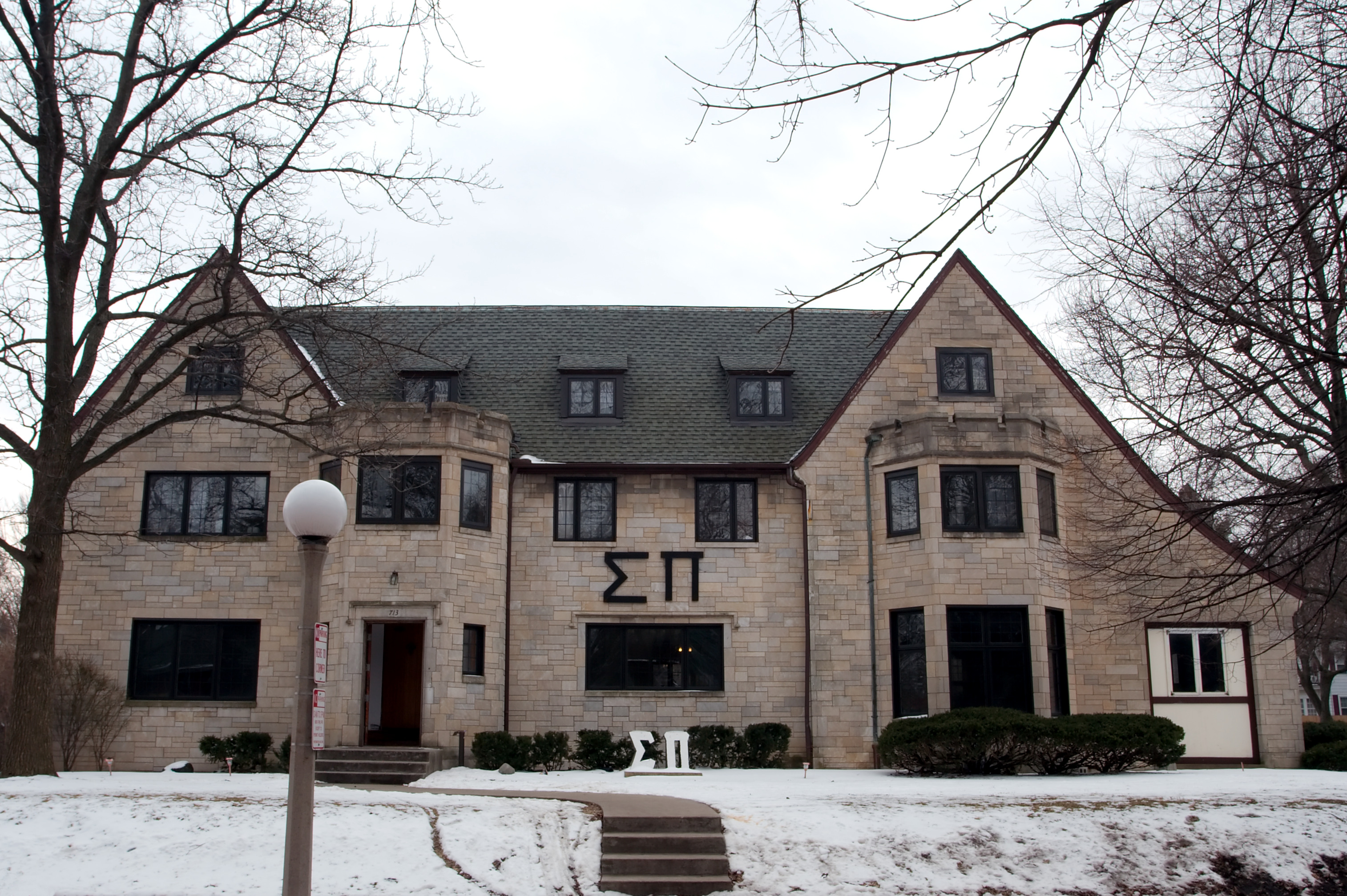
Дом Sigma Pi в кампусе Иллинойского университета

Большинство «организаций греческих букв» — организации общественные, обозначающие себя обществами и помогающие своим членам в социальном аспекте и в процессе адаптации в социуме после выпуска из высшего учебного заведения.
Разнообразие «организаций греческих букв» велико — от больших собраний до маленьких групп. Их деятельность может быть направлена на общественно-полезные аспекты, профессиональное совершенствование, достижение научных результатов.
Отдельные организации учреждены чисто религиозными, например христианские организации Alpha Chi Rho и Lambda Chi Alpha; еврейские братства Zeta Beta Tau, Alpha Epsilon Pi, Sigma Alpha Mu были созданы в ответ на ограничительные устои и законы, существовавшие в своё время во многих общественных братствах. Данные законы запрещали еврейскую полемику внутри сообщества, поэтому закономерным образом встал вопрос о создании общества для отдельных еврейских групп с одной стороны и образовании недискриминационного общества — с другой.
Кроме того, существуют организации с культурными и многокультурными уклонами. Например, сообщество Pho Psi ("Фо" на кит. языке значит "Будда") — первое китайское братство, основанное в 1916 году в Корнеллском университете и Sigma Iota — испанское братство, основанное в 1904 году в Луизианском университете. Последнее недавно слилось с другим испанским братством, образовав новую организацию Phi Iota Alpha. Старейшее латиноамериканское сообщество, ведущее своё начало с 1931 года, братство Phi Sigma Alpha выходцев из Пуэрто-Рико, в котором тоже присутствуют следы корней Phi Iota Alpha. В настоящее время существует 23 латиноамериканских братства Национальной Ассоциации организаций латиноамериканских братств. Существует некоторое количество чернокожих «братств» и «сестричеств», однако чернокожие студенты не дистанцируются явным или неявным образом от белых организаций.
Есть организации для отдельных классов, но они обычно отличаются от «организаций греческих букв» — в старых институтах их организация более проста. На северо-востоке существует единственное уцелевшее общество выпускников — Teta Mu Epsilon, созданное специально для второкурсников высших учебных заведений. Многие общества старших классов также сохранились в некоторых местах, но на них часто ссылаются не как на публичные, а как на тайные организации.

### Благотворительность
Благотворительность составляет обязательную часть программы деятельности «организаций греческих букв» и поддерживается всеми активными их членами, которые или организовывают мероприятия для пополнения общих фондов (касс), либо члены сообщества добровольно вызываются выполнять какую-либо социальную программу, принятую на очередном заседании сообщества. Вся эта деятельность выгодна и академическим кругам и самому обществу в целом. Между различными «братствами» или «сестричествами» возможны долгосрочные отношения партнёрства, также существует одна общенациональная благотворительная организация, осуществляющая сбор средств на лечение болезней, травм и на другие формы социальной и медицинской помощи.
Некоторые сообщества владеют сторонними организациями, а те в свою очередь совершают филантропическую деятельность, например, Pi Kappa Phi владеет компанией Rush America, которая в свою очередь напрямую работает с людьми с физическими увечьями и ограниченной дееспособностью. Phi Sigma Alpha принадлежит компания Sigma Foundation, Alpha Delta Phi поддерживает благотворительный дом Ronald McDonald в качестве добровольного акта национальной благотворительности, Gamma Phi Beta содержит Camp Fire USA, а Zeta Tau Alpha — компанию Susan G. Komen Foundation.

### Конкуренция и сотрудничество
Прежде студенческие братские общества серьёзно конкурировали между собой в погоне за академическими достижениями и ради других всевозможных бонусов и выгод. Со стороны процесс конкуренции выглядел как разделение студенческих групп на противоборствующие лагеря в пределах одного учебного заведения, что, вообще говоря, сохранилось и в наши дни. Теоретически соперничество ограничивается только благородными целями такими, как увеличение благотворительных фондов организаций, размах социально полезных проектов, а также спортивные соревнования между студенческими группами.
В настоящее время всё больший акцент делается не на конкуренции, а на сотрудничестве между студенческими объединениями. Одним из главных событий в канве налаживания партнёрских отношений между группами было создание почти сто лет назад Межбратской Национальной конференции, основными задачами которой ставились снижение числа межгрупповых студенческих конфликтов, деструктивного соперничества и вдохновение членов организаций на человеческое отношение к членам других «братств» и «сестричеств», а также на поиск и работу в сферах общих интересов. Национальный Панэллинский Совет в наше время имеет сходные цели по объединению членов всех «сестричеств».

### Структура
Большинство «организаций греческих букв» изначально были ограничены территорией одного кампуса, при этом организация, которая имела только одно собрание, называлась местной. Позднее данное собрание могло руководить собраниями с тем же названием в других кампусах, после создания первого собрания местное должно было считаться национальным.
За более, чем 180 лет истории развития студенческих объединений, Северная Америка в настоящее время насчитывает несколько больших национальных организаций с сотнями управляющих собраний. Две или более национальные организации могут слиться и стать одной большой Национальной, при этом возможны международные Национальные братства, примером чему может служить одно из объединений, главные собрания в котором проходят в Канаде. Местные организации могут подавать прошения в одну из существующих национальных организаций и присоединяться к этой организации, прекратив все связи с бывшей местной организацией. С недавних пор это стало предпочтительным методом для распространения национальных организаций, поскольку их члены уже сформировали мощное объединение, живут в кампусе, но по каким-то причинам желают изменить своё название, символику и даже собственную структуру.
Центральные ячейки (офисы, конторы) организации также обобщающе называются национальными. «Национальные» офисы могут выдвигать определённые требования индивидуальным собраниям для стандартизации атрибутики и общей координации планов действия, принимая во внимание множество таких факторов, как число членов в индивидуальном собрании, обеспеченность жильём и его финансовое положение. Проводимая в жизнь политика утверждается уставными органами студенческих объединений. «Организации греческих букв» декларативно могут управляться основным собранием членов объединения, однако на деле почти все решения принимают центральные ячейки, которые в свою очередь отчитываются совету опекунов и законодательному совету, состоящему из периодических сменяемых делегатов разных собраний.

## Ритуалы и символы
Большинство «организаций греческих букв» в настоящее время поддерживают традиции, по своей природе по большей части символические, и ревностно хранят тайны и секреты своих ритуалов. Традиции включают в себя церемонии посвящения в ряды сообщества, пароли, собственные песни и гимны, особого рода рукопожатия, разные формы приветствий и многое другое. Встречи активных членов сообщества всегда держатся в секрете и не обсуждаются без формального одобрения всей группы. Девиз каждой организации складывается по первым греческим буквам названия.
«Организации греческих букв» часто имеют ряд собственных опознавательных символов: цвета, флаги, гербы и печати.

### Булавки и значки
Символические булавки студенческих объединений пользуются большой популярностью как предметы коллекционирования даже теми людьми, которые никогда прежде не были их членами. Существуют даже такие группы коллекционеров, как «Собери больше булавок», члены которых собирают тысячи этих ценных мелочей аукционной стоимостью в десятки тысяч долларов в личных коллекциях в то время, как члены «Хранителей ключей», принадлежащей Kappa Gamma, ищут потерянные и краденые значки и возвращают их прежним хозяевам.
По некоторым данным (Martin, 1918), частными хранилищами коллекций студенческих объединений в конце XIX — начале XX веков были следующие фонды: «D.L Auld Co of Columbus», «L.G Balfour Co. Of Attleboro, Mass.», «Burr, Patterson and Co. of Detroit», «Upmeyer Company of Milwaukee», «A.H Fetting Co. of Baltimore», «Hoover and Smith Co. of Philadelphia», «O.C Lanpher of Galesburg, III.», «Miller Jewelry Co. of Cincinnati», «J.F Newman of New-York», «Edward Roehm of Detroit» и «Wright, Kay and Co. of Detroit». В современное время наиболее широко известны коллекционные фонды (сокровищницы) Herff Jones, Jostens и Balfour. Инициалы коллекции сокровищницы обычно находятся на обратной стороне булавок и значков наряду с именем человека и названием студенческого объединения, к которому он принадлежал. История сокровищницы братств имеет важное значение при определении возраста неизвестных ювелирных изделий.
Булавки и значки, принадлежащие студенческим «братствам» и «сестричествам», используются как символы студенческих обществ.

### Гербы

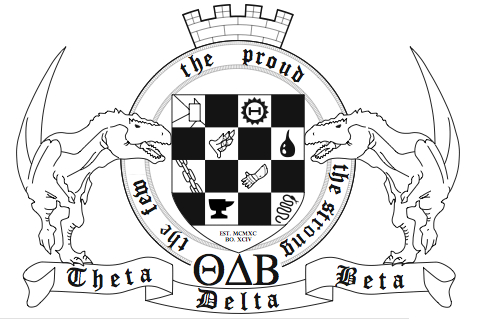
Герб сообщества Theta Delta Beta

Подавляющим большинством «братств» и «сестринств» разработаны собственные гербы в качестве геральдической идентификации своих сообществ. Наиболее яркие и нестандартные гербы опубликованы в ежегодных отчётных собраниях обществ с 1890 по 1925 годы.
С некоторых гербов, были сделаны и также опубликованы в отчётах собраний, гравюры. Размеры гравюр гербов варьируются от квадратного дюйма, до целой страницы. Многие из этих гравюр датированы периодом создания.
Гравюры гербов объединений были сделаны путём вырезания линий на металле и дереве для печатной репродукции. Наиболее ранние известные гравюры напечатаны на бумаге того периода и датируются XVI веком, большинство же были сделаны в 1800-е годы на металле с оттиском, вырезанным на кусочке стали или железа. В ранние 1990-е годы гравюры начали делаться более простым способом — с использованием фотогравюр для последующего печатания гербов.

### Другие аксессуары
Членами «организаций греческих букв» зачастую носятся различные предметы одежды (рубашки, брюки), сумки, украшения, цепочки для ключей и прочие вещи с соответствующей символикой принадлежности к студенческим объединениям. Рубашки и другая одежда часто используются в церемониях посвящения в «братства» и «сестринства», при этом для церемоний выбираются либо части одежды, либо весь набор одежды. Самим предметам может быть более 10 - 15 лет, и в некоторых объединениях младшие члены сообщества должны бороться за право владения ими; почитается за честь иметь наиболее старую атрибутику общества. В ряде учебных заведений считается неприемлемым (а иногда и полностью запрещено) носить одежду с атрибутикой студенческого сообщества в случаях, когда её обладатель злоупотребляет алкоголем. Во всех сообществах считается абсолютно бесчестным носить студенческую атрибутику в случае, когда её хозяин в настоящий момент пьян.
Для большинства сообществ действует табу на использование атрибутики лицами, не входящими в студенческое объединение. Сами булавки и значки не носят постоянно, некоторые сообщества ограничивают время их ношения студенческими каникулами, другие — внеучебным временем, третьи могут не иметь каких-либо жёстких правил на этот счёт.

## Жильё
Примечательно, что среди большинства студенческих организаций, живущих в кампусах, члены общественных «организаций греческих букв» зачастую живут отдельно от всех в большом здании (доме) или в отдалённой части университетского посёлка. Это помогает подчеркнуть братские и сестринские узы и обеспечить место собрания для членов организации и выпускников. Учитывая фактор стоимости жилья, им обычно владеют или снимают бывшие члены сообщества, имеющие постоянный стабильный доход на своей основной работе, либо организация или компания, связанная с данным сообществом. Некоторые такие дома имеют ограничения на посторонние посещения, а некоторые организации категорически запрещают или сильно ограничивают распитие спиртного в этих домах. В ряде колледжей имеются сообщества, которые не располагают собственным отдельным жильём, однако имеют отдельное помещение, где по торжественным мероприятиям для членов сообщества и их гостей накрываются праздничные столы.

## Вступление в «организацию греческих букв»
Процесс вступления в «организацию греческих букв» может быть разным — от организации к организации. Сами процедуры инициации управляются Национальным Всегреческим (Панэллинским) Советом или Североамериканским Советом международного братства, которые регулируют деятельность организаций по приёму новобранцев во время так называемой «недели пик», состоящей из мероприятий, разработанных для потенциальных членов с целью знакомства друг с другом и с самой организацией.
В конце этого периода организация дает «добро» и приглашает новобранцев к вступлению в её ряды, при этом большинство организаций назначают для новичков испытательный срок перед прохождением процедуры посвящения в полноправные члены. Некоторые сообщества заменили термин «испытательный срок» в связи с негативным толкованием самого процесса испытания новичков, или вообще отказались от этого процесса на вящую радость вступающих в организацию новобранцев. К окончанию испытательного срока и исполнению требований по вступлению активные члены приглашают испытуемых в организацию. Посвящение часто включает в себя тайные церемонии и ритуалы.
Организации, управляемые Национальным Панэллинским Советом, Национальной Ассоциацией Организаций Латиноамериканских Братств и Национальным Многокультурным Греческим Советом проводят процесс обновления своих рядов разными способами. Требования могут быть возложены на всех желающих пройти испытательный срок в школе или собственной организации. Часто эти требования включают в себя минимальный ряд простых вопросов, к примеру правила ношения булавки, изучение структуры и истории организации и правила проведения мероприятий. Когда школа объявляет возраст и требования по вступлению — это называется условным призывом новобранцев, так как вступление откладывается на целый семестр или даже год. Испытательный срок служит проверочным периодом испытуемого с целью проверки совместимости и приобретения общего опыта работы новичка с сообществом.

## Спорные вопросы и критика

### Проблема ритуальных унижений (hazing)
Хейзинг (hazing) в 44-х штатах США рассматривается как преступление. Большинство институтов образования имеют собственное определение хейзинга и требуют от исполнительной власти безоговорочного применения мер в соответствии с действующим законодательством.
Несмотря на то, что хейзинг обычно ассоциируется в США с «организациями греческих букв», данное явление безусловно присутствует в спортивных командах колледжей и университетов, военных организациях и группах строевой подготовки. Тем не менее, хейзинг чаще всего приводится в качестве одного из главных негативных аспектов существования «организации греческих букв» и представляет собой одну из наибольших угроз для существования самих организаций в рамках правового поля (Whipple & Sullivan, 1998).
Многие учебные заведения разработали много программ, направленных на замену изнурительного труда, которые предлагают альтернативу путём проведения мероприятий по борьбе с неуставными отношениями, разъяснительной работе с учащимися в вопросах как принять меры по противодействию дедовщине и не оказаться простым сторонним наблюдателем, а также дабы избежать получения учебным заведением репутации аутсайдера (Hollmann, 2002). Попытки предотвратить случаи истощения учащихся от непосильного труда стало целью «организации греческих букв» на национальном уровне.
Некоторые источники (Cobb & McRee, 2007) отмечают важность культурных изменений в североамериканских «братствах» и «сестринствах» и даже призывают к закрытию собраний сообществ, мотивируя такие призывы тем, что студенты принимают участие в незнакомых и рискованных сборищах и мероприятиях, зачастую представляющих угрозу нормальному функционированию местных и университетских групп.
В связи с практикующейся обстановкой секретности в деятельности «организаций греческих букв» явления дедовщины в большинстве случаях, разумеется, замалчиваются. Большинство (если не все) мероприятия, приводящие учащихся к полному истощению организма, совершаются в период испытательного срока и во время проведения ритуалов, которые опять же в большинстве случаях секретны. Кроме того, «организации греческих букв», управляемые Национальным Панэллинским Советом и Национальной Ассоциацией Организаций Латиноамериканских Братств запрещают своим испытуемым разглашать информацию об организации до прохождения процедуры посвящения. Все эти противоречия порождают весьма непростые отношения между учебными заведениями с одной стороны и студенческими объединениями — с другой.
Явление хейзинга представляет собой проблему как в организациях с представителями белой расы, так и с афроамериканскими и латиноамериканскими членами сообществ. Несмотря на то, что Национальный Панэллинский Совет запрещает изнурительный труд и ритуальные унижения, на деле всё оказывается совершенно по-другому и приводит к множеству смертей и увечий.
В 1989 году в Alpha Phi Alpha умер студент Джоэл Харрис, в 1996 году во время ритуала в Kappa Alpha Phi скончался Майкл Дэвис, в 2002 году во время прохождения процедуры посвящения погиб Джозеф Грин. В том же году во время ритуальных действий в Alpha Kappa Alpha умерли Кенит Саафир и Кристин Хай. Несмотря на строжайших запрет на физически изнурительные ритуалы, они всё равно имеют место в студенческих организациях, управляемых несколькими собраниями сообщества.
В 2007 году собрание Корнеллского университета Lambda Teta Phi было закрыто и двое из их членов были арестованы по подозрению в совершении преступления действиями, в которых они угрожали испытуемым физической расправой, не давали спать, насильно заставляли принимать обет молчания и разговаривать лишь в семье и на занятиях с членами студенческого братства.

### Противодействие
Некоторые учебные заведения в переносном смысле предали анафеме «организации греческих букв» с полной уверенностью в том, что эти организации в своих структуре и методам управления не похожи на другие студенческие группы, сформированные естественным и демократическим путём.
Наиболее известными эпизодами стали события 1980 года в Принстонском университете. В недавнем прошлом братства также были запрещены в Уильямском и Амхерстонском колледжах, хотя в настоящее время братство в Амхерсте снова функционирует на вполне легальном положении.
Администрация университета Виктории и студенческий совет университета совместно потребовали официального запрета на функционирование студенческих братств.

## «Организации греческих букв» в других регионах
Студенческие «организации греческих букв» существуют почти исключительно в США и англоязычных университетах Канады, а также в учебных заведениях Карибов, Африки и Франции. Наиболее разветвлённую «греческую систему» в мире имеет Университет Иллинойса со своими 69 «братствами» и 36 «сестринствами». Знаменитое афроамериканское «сестричество» Sigma Gamma Hu имеет филиалы в университетах Вирджинских островов, Германии и на Бермудах. Небольшое время действовала небольшая группа Si Phi в Эдинбурге (Шотландия).
Во время гражданской войны в США студенческие объединения функционировали главным образом для создания материальной поддержки учащихся за границей, в период Второй мировой войны и после неё — для помощи американским военнослужащим — бывшим студентам учебных заведений США.
Первым студенческим объединением в Африке стало афроамериканское «сестричество» Zeta Phi Beta, основанное в Вашингтоне и открывшее собственную «организацию греческой буквы» в 1948 году в Африке. В настоящее время «сестричество» Zeta Phi Beta имеет филиалы организации в США, Африке, Европе и на Карибах.
Zeta Psi имеет несколько филиалов в Канаде и одну группу в Германии, Sigma Teta Pi существует в Канаде и Франции. В Пуэрто-Рико имеется ряд социальных «братств» и «сестричеств», филиалы которых действуют в Соединённых штатах, примером такой обратной связи может служить организация Phi Sigma Alpha. Там же функционируют много филиалов объединений из США, например «братства» и «сестричества» студенческой организации Sigma Lambda Beta International.

## Список «организаций греческих букв»
| Братства - Chi Phi 1824 год - Theta Chi 1856 год - Zeta Psi 1870 год - Phi Delta Theta 1873 год - Delta Kappa Epsilon 1876 год - Beta Theta Pi 1879 год - Phi Gamma Delta 1881 год - Sigma Nu 1892 год - Chi Psi 1841 год - Delta Upsilon 1896 год - Alpha Tau Omega 1900 год - Theta Delta Chi 1900 год - Kappa Sigma 1901 год - Sigma Phi Epsilon 1901 год - Акация 1905 год - Kappa Delta Rho 1905 год - Alpha Delta Phi 1908 год - Delta Chi 1910 год - Alpha Sigma Phi 1913 год - Lambda Chi Alpha 1913 год - Sigma Pi 1913 год (с 1894 года известно, как Pirate Club) - Phi Kappa Tau 1921 год (с 1916 года известно, как Orund Club) - Zeta Beta Tau 1921 год - Alpha Phi Alpha 1922 год - Pi Lambda Phi 1922 год - Pi Alpha Phi 1926 год - Alpha Gamma Omega 1938 год - Alpha Phi Omega 1939 год - Kappa Alpha Psi 1947 год - Alpha Epsilon Pi 1949 год - Lambda Theta Phi 1975 год - Lambda Phi Epsilon 1988 год - Alpha Xi Omega 1997 год (с 1914 года известно, как Alpha Kappa Lambda) - Mu Omicron Zeta 1992 год - Delta Tau Delta - Pi Kappa Alpha - Pi Kappa Phi 1904 год - Sigma Alpha Epsilon - Sigma Alpha Mu - Sigma Chi - Sigma Phi 1912 год - Tau Kappa Epsilon - Kappa Gamma Alpha 2010 год - Theta Xi - Phi Sigma Alpha 1928 год - Sigma Theta Pi - Sigma Phi Delta | Сестричества - Kappa Kappa Gamma 1880 год - Kappa Alpha Theta 1890 год - Gamma Phi Beta 1894 год - Chi Omega 1895 год - Pi Beta Phi 1900 год - Delta Delta Delta 1900 год - Alpha Phi 1901 год - Alpha Omicron Pi 1897 год - Delta Gamma 1907 год - Alpha Xi Delta 1909 год - Alpha Chi Omega 1909 год - Sigma Kappa 1910 год - Alpha Delta Pi 1913 год - Alpha Gamma Delta 1915 год - Delta Zeta 1915 год - Zeta Tau Alpha 1915 год - Phi Mu 1916 год - Kappa Delta 1917 год - Delta Sigma Theta 1921 год - Alpha Kappa Alpha 1921 год - Alpha Epsilon Phi 1923 год - Alpha Delta Chi 1929 год - Delta Phi Epsilon 1948 год - Alpha Kappa Delta Phi - Sigma Omicron Pi - Sigma Phi Omega - Kappa Kappa Zeta - Kappa Kappa Toun |